# Gare de Herzele
Pour l’article ayant un titre homophone, voir Gare d'Herzeele.
La gare de Herzele (en néerlandais : Station Herzele) est une gare ferroviaire belge de la ligne 89, située sur la commune belge de Herzele, en Région flamande dans la province de Flandre-Orientale. Elle est mise en service le 14 décembre 1868 par la Société des chemins de Fer de l'Ouest de la Belgique.
C’est un point d'arrêt non gardé (PANG) de la Société nationale des chemins de fer belges (SNCB) desservi par des trains Suburbains (S).

## Situation ferroviaire
Située au point kilométrique (PK) 14,5 de la ligne 89 de Denderleeuw à Courtrai, elle est établie entre les gares de Terhagen et de Hillegem.

## Historique
La ligne ferroviaire entre Denderleeuw et Courtrai a été construite en 1868 après que le gouvernement eut accordé une concession à cet égard à un certain Isidore Neelemans 5 ans plus tôt. La construction de la ligne et des gares a été laissée à la Société belge de chemins de fer.
En 2006, la gare est passée aux mains de la commune de Herzele après que celle-ci a conclu un bail de 50 ans avec la SNCB. La municipalité souhaitait améliorer le confort des navetteurs (salle d'attente) et envisageait des opportunités touristiques dans le projet ; le bâtiment de la gare a été restauré à la fin de l'année 2009.  En 2010, les quais ont été renouvelés et portés à la nouvelle hauteur standard. Les guichets ont cependant été fermés par la SNCB en octobre 2012 et cette gare est devenue une halte munie d'un distributeur de billets. Auparavant, la ligne de tramway Gand-Grammont croisait la ligne de chemin de fer près de la gare de Herzele au moyen d'un pont (depuis démoli) à proximité du passage à niveau. Un embranchement de la ligne de tramway desservait la gare.

## Service des voyageurs

### Accueil
Halte SNCB, c'est un point d'arrêt non géré (PANG) à accès libre. L'achat des tickets s'effectue un automate de vente. Herzele dispose de deux quais pavés équipés de quelques postes abris de quai du nouveau type ("Malines") et d'un banc. La traversée des voies s'effectue par le passage à niveau. La gare possède trois accès depuis les rues avoisinantes, mais est dépourvue de passage souterrain ou de passerelle ; la traversée des voies s'effectue uniquement par le passage à niveau.

### Desserte
Herzele est desservie par des trains Suburbains (S3, S8) de la SNCB circulant sur la ligne commerciale 89 : Denderleeuw - Courtrai (voir brochure SNCB).
La semaine, la desserte est constituée de trains S3 entre Zottegem et Termonde et de trains S8 entre Zottegem et Louvain-la-Neuve, via Denderleeuw et Bruxelles, le tout premier train S3 et S8 de la journée étant prolongé depuis Audenarde et le dernier S3 ayant sont terminus à Audenarde.
Les week-ends et jours fériés, Herzele est desservie toutes les heures par des trains S3 effectuant le trajet Zottegem - Denderleeuw - Bruxelles-Central - Schaerbeek.

Installations et desserte
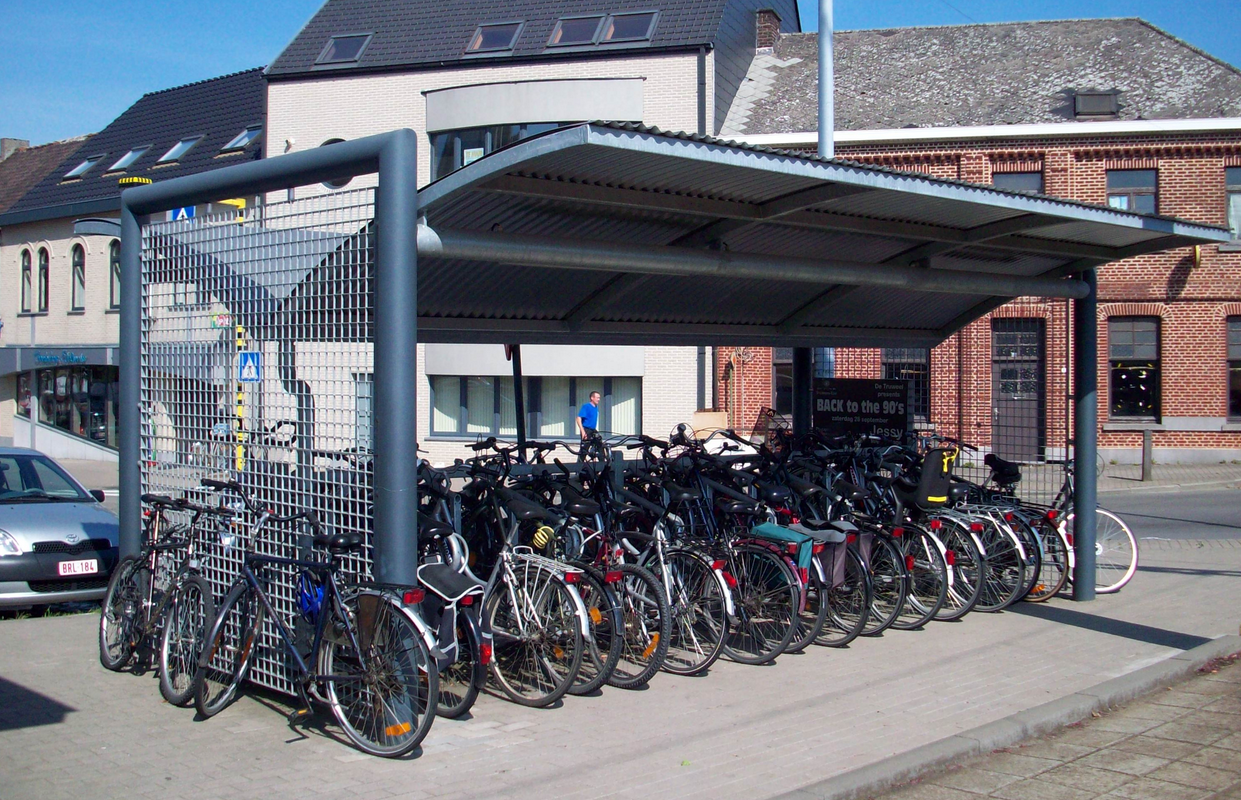
Abri à vélos.
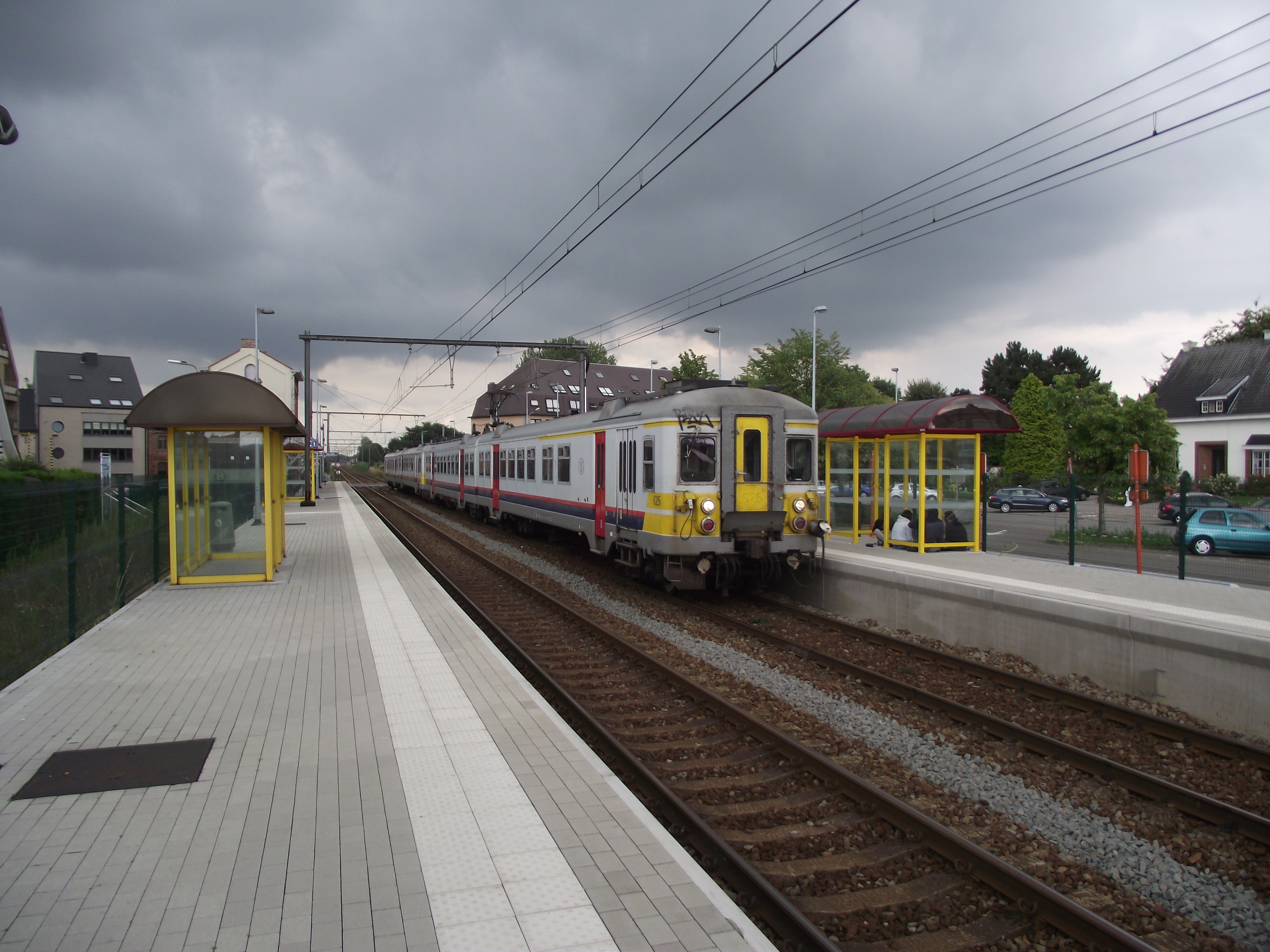
Train à quai.

### Intermodalité
Un grand parking pour les voitures est aménagé sur l'ancienne cour à marchandises ; des abris à vélos sont disposés près de chaque quai.

## Comptage voyageurs
Ce graphique et tableau montre le nombre de voyageurs embarquant en moyenne durant la semaine, le samedi et le dimanche.
| Nombre de passagers qui embarquent à la gare de Herzele | Nombre de passagers qui embarquent à la gare de Herzele | Nombre de passagers qui embarquent à la gare de Herzele | Nombre de passagers qui embarquent à la gare de Herzele |
|                                                         | Semaine                                                 | Samedi                                                  | Dimanche                                                |
| ------------------------------------------------------- | ------------------------------------------------------- | ------------------------------------------------------- | ------------------------------------------------------- |
| 1977                                                    | 1 511                                                   | 89                                                      | 74                                                      |
| 1978                                                    | 1 482                                                   | 101                                                     | 80                                                      |
| 1979                                                    | 1 431                                                   | 89                                                      | 63                                                      |
| 1980                                                    | 1 306                                                   | 4                                                       | 63                                                      |
| 1981                                                    | 1 341                                                   | 66                                                      | 52                                                      |
| 1982                                                    | 1 176                                                   | 75                                                      | 62                                                      |
| 1983                                                    | 1 254                                                   | 82                                                      | 56                                                      |
| 1984                                                    | 1 293                                                   | 64                                                      | 43                                                      |
| 1985                                                    | 1 017                                                   | 67                                                      | 85                                                      |
| 1986                                                    | 997                                                     | 62                                                      | 51                                                      |
| 1987                                                    | 1 346                                                   | 88                                                      | 64                                                      |
| 1988                                                    | 987                                                     | 39                                                      | 36                                                      |
| 1989                                                    | 970                                                     | 41                                                      | 49                                                      |
| 1990                                                    | 949                                                     | 70                                                      | 45                                                      |
| 1991                                                    | 1 214                                                   | 56                                                      | 47                                                      |
| 1992                                                    | 1 138                                                   | 41                                                      | 47                                                      |
| 1993                                                    | 1 129                                                   | 32                                                      | 38                                                      |
| 1994                                                    | 1 073                                                   | 95                                                      | 64                                                      |
| 1995                                                    | 994                                                     | 115                                                     | 65                                                      |
| 1996                                                    | 1 017                                                   | 105                                                     | 71                                                      |
| 1997                                                    | 970                                                     | 137                                                     | 102                                                     |
| 1998                                                    | 833                                                     | 113                                                     | 64                                                      |
| 1999                                                    | 812                                                     | 104                                                     | 90                                                      |
| 2000                                                    | 773                                                     | 86                                                      | 120                                                     |
| 2001                                                    | 782                                                     | 110                                                     | 90                                                      |
| 2002                                                    | 813                                                     | 96                                                      | 84                                                      |
| 2003                                                    | 773                                                     | 127                                                     | 105                                                     |
| 2004                                                    | 700                                                     | 124                                                     | 110                                                     |
| 2005                                                    | 738                                                     | 131                                                     | 110                                                     |
| 2006                                                    | 712                                                     | 106                                                     | 114                                                     |
| 2007                                                    | 679                                                     | 120                                                     | 125                                                     |
| 2008                                                    | -                                                       | -                                                       | -                                                       |
| 2009                                                    | 657                                                     | 105                                                     | 94                                                      |
| 2010                                                    | -                                                       | -                                                       | -                                                       |
| 2011                                                    | -                                                       | -                                                       | -                                                       |
| 2012                                                    | 645                                                     | 139                                                     | 91                                                      |
| 2013                                                    | 612                                                     | 105                                                     | 96                                                      |
| 2014                                                    | 546                                                     | 97                                                      | 101                                                     |
| 2015                                                    | 517                                                     | 108                                                     | 119                                                     |
| 2016                                                    | 495                                                     | 127                                                     | 105                                                     |
| 2017                                                    | 468                                                     | 120                                                     | 113                                                     |
| 2018                                                    | 528                                                     | 116                                                     | 138                                                     |
| 2019                                                    | 459                                                     | 125                                                     | 133                                                     |
| 2020                                                    | 276                                                     | 108                                                     | 121                                                     |
| 2021                                                    | -                                                       | -                                                       | -                                                       |
| 2022                                                    | 626                                                     | 161                                                     | 167                                                     |
| 2023                                                    | 473                                                     | 94                                                      | 94                                                      |
| 2024                                                    | 476                                                     | 157                                                     | 120                                                     |

## Patrimoine ferroviaire

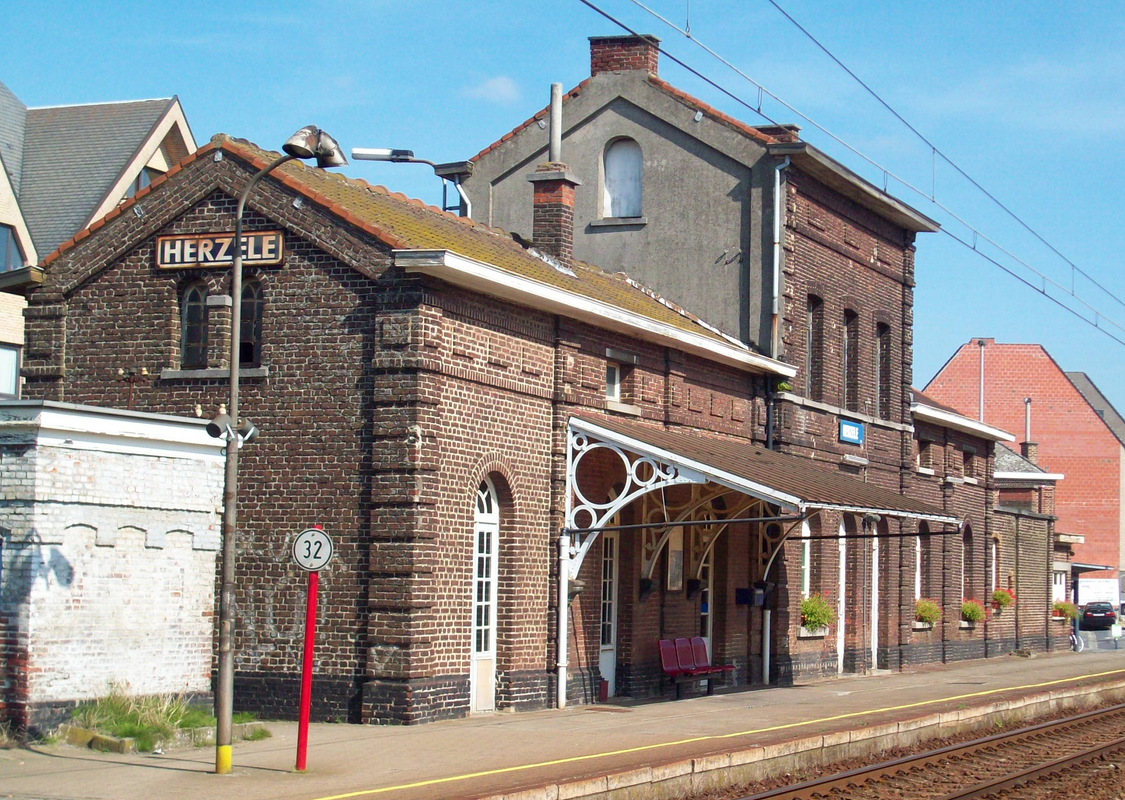
Bâtiment (en 2009)

La conception de toutes les gares d'origine de la ligne était identique et basée sur le bâtiment de la gare de Westmeerbeek construit[Par qui ?] sur la ligne Louvain-Herentals en 1863. La station est austère avec un corps de logis à étage sous toit en bâtière. Deux ailes latérales, plus basses, sont disposées de part et d'autre : l'aile droite possède 3 travées ; l'aile gauche en comporte deux ; les deux ailes étaient probablement symétriques à l'origine ; dans ce cas, l'aile droite a par la suite été agrandie ; la salle d'attente, y compris le guichet, est située dans l'aile droite. Le chef de gare avait son logement de fonction à l'étage du corps de logis.
Herzele, Haaltert et Oostrozebeke sont les deux seules gares belges de ce type à avoir survécu. La gare, française, de Lumbres sur le Chemin de fer touristique de la vallée de l'Aa est identique.